# Nezumia investigatoris
 Nezumia investigatoris és una espècie de peix de la família dels macrúrids i de l'ordre dels gadiformes.

## Hàbitat
És un peix d'aigües profundes que viu entre 353-897 m de fondària.

## Distribució geogràfica
Es troba al Mar d'Andaman.